# Leptosyna
Leptosyna is een geslacht van muggen uit de familie van de galmuggen (Cecidomyiidae). De wetenschappelijke naam van de soort is voor het eerst geldig gepubliceerd in 1894 door Jean-Jacques Kieffer. In dezelfde publicatie beschreef Kieffer de typesoort, L. acutipennis die hij in Bitche (Lotharingen) had verzameld. Het is een kleine mug (lichaamslengte ongeveer 1 mm) met een slank lichaam en smalle vleugels.
De larven van deze muggen leven in of onder de schors van dode bomen. Ze planten zich voort door paedogenesis (voortplanting voordat de larven het volwassen stadium hebben bereikt).

## Soorten
- Leptosyna acutipennis Kieffer, 1894
- Leptosyna edwardsi Mamaev, 1964
- Leptosyna nervosa (Winnertz, 1852) = Leptosyna setipennis Edwards, 1919
- Leptosyna quercus Kieffer, 1904

Ephraim Porter Felt gebruikte in 1911 de soortnaam Leptosyna quercus voor een andere soort dan deze die Kieffer had beschreven in 1904. Omdat deze reeds in gebruik was veranderde Felt de naam in 1912 in Leptosyna quercivora. Deze soort is later ingedeeld bij het geslacht Henria als Henria quercivora.
Verder is een tiental fossiele soorten uit het late Eoceen (37,2 - 33,9 Ma) beschreven:
- Leptosyna assa
- Leptosyna fastosa
- Leptosyna larga
- Leptosyna margarita
- Leptosyna munifera
- Leptosyna samlandica
- Leptosyna shcherbakovi
- Leptosyna sukachevae
- Leptosyna vaticina
- Leptosyna vegeta